# White Plains (New York)
White Plains je město v okresu Westchester County ve státě New York ve Spojených státech amerických. K roku 2020 zde žilo 59 599 obyvatel. S celkovou rozlohou 28 km² byla hustota zalidnění 2 000 obyvatel na km².
Je faktickým předměstím New Yorku. Nachází se asi 40 kilometrů od centra Manhattanu. Ačkoliv ve městě trvale žije pouze asi 60 tisíc obyvatel, během dne se zde, převážně kvůli dojíždění za prací, běžně pohybuje asi 250 tisíc lidí. Ve městě se narodil senátor Chris Murphy.